# Cassadaga (film)
Pour les articles homonymes, voir Cassadaga.
Pour plus de détails, voir Fiche technique et Distribution.
Cassadaga est un film d'horreur américain réalisé par Anthony DiBlasi, sorti en 2011. Il est interdit aux moins de 16 ans.

## Synopsis
Une femme sourde qui ressuscite le fantôme d'une femme assassinée est alors harcelée par le fantôme d'un tueur en série qui transforme ses victimes en pantin.

## Distribution
- Kelen Coleman : Lily
- Kevin Alejandro : Mike
- Lousie Fletcher : Claire
- Amy LoCicero : Jennifer
- Rus Blackwell : Christian
- Sarah Sculco : Michelle
- Lucius Baston : Officier Bill Hall
- Christina Bach : Gabriella
- Hank Stone : Maxwell